# I Just Wanna Live
I Just Wanna Live (ang. Ja tylko chcę żyć) - piosenka zespołu Good Charlotte. Pochodzi z albumu The Chronicles of Life and Death. W klipie członkowie zespołu przebierają się za różne rodzaje jedzenia (np. za truskawkę). W pewnym momencie dostrzega ich miliarder i od tego czasu robią zawrotną karierę w świecie biznesu jako zespół muzyczny, potem są znienawidzeni. Po raz ostatni w historii klipów Good Charlotte wystąpił perkusista Chris Wilson.

## Lista utworów
1. "I Just Wanna Live"
2. "S.O.S. (Live)"
3. "The World is Black (Live)"
4. "I Just Wanna Live" (Video)"